# NGC 7505
NGC 7505 (również PGC 70636) – galaktyka spiralna (S), znajdująca się w gwiazdozbiorze Pegaza. Odkrył ją Lewis A. Swift 25 września 1886.